# ایستگاه متروی ساوت‌گیت
ایستگاه متروی ساوت‌گیت (انگلیسی: Southgate tube station) یکی از ایستگاه‌های خط پیکدیلی متروی لندن است.
این ایستگاه که در ساوت‌گیت، لندن قرار دارد در سال ۱۹۳۳ میلادی تأسیس شده است.